# Villars-sous-Dampjoux
Villars-sous-Dampjoux ist eine französische Gemeinde mit 352 Einwohnern (Stand: 1. Januar 2022) im Département Doubs in der Region Bourgogne-Franche-Comté.

## Geographie
Villars-sous-Dampjoux liegt auf 357 m, vier Kilometer südlich von Pont-de-Roide-Vermondans und etwa 18 Kilometer südlich der Stadt Montbéliard (Luftlinie). Das Dorf erstreckt sich im Jura, in einer Talweitung des Doubs an der Mündung der Barbèche, am oberen Eingang in den klusartigen Durchbruch des Doubs durch die Lomontkette.
Die Fläche des 3,06 km² großen Gemeindegebiets umfasst einen Abschnitt des französischen Juras. Eingegrenzt wird das Gebiet im Osten durch den Doubs und im Süden durch seinen linken Zufluss Barbèche, der parallel zur Lomontkette fließt. Der Doubs hat hier ein tiefes Tal mit maximal 1 km breitem, flachem Talboden ausgebildet. Nördlich des Dorfes durchbricht er die Lomontkette, die in geologisch-tektonischer Hinsicht eine Antiklinale des Faltenjuras darstellt. Die steilen Talhänge werden von markanten Felsvorsprüngen durchzogen. Vom Flusslauf erstreckt sich das Gemeindeareal westwärts über die Talniederung und den angrenzenden Hang bis auf die Höhe der Montagne du Lomont. Hier wird mit 723 m die höchste Erhebung von Villars-sous-Dampjoux erreicht.
Nachbargemeinden von Villars-sous-Dampjoux sind Neuchâtel-Urtière und Pont-de-Roide-Vermondans im Norden, Noirefontaine im Osten, Dampjoux im Süden sowie Feule im Westen.

## Geschichte
Das Gemeindegebiet von Villars-sous-Dampjoux war schon sehr früh besiedelt. In der Grotte de Rochedane wurden bei archäologischen Ausgrabungen Überreste von Werkzeugen sowie Zähne entdeckt. Vom 13. bis zum 15. Jahrhundert stand Villars-sous-Dampjoux unter der Oberhoheit der Familie von Neuchâtel. Seit der Zeit um 1500 gehörte das Dorf zur Herrschaft Clémont unter der Oberhoheit des Fürstentums Württemberg-Mömpelgard (Montbéliard), teilte dessen Schicksal und gelangte im Jahr 1748 definitiv unter französische Verwaltung. Mit der Eröffnung der Bahnlinie von Montbéliard nach Saint-Hippolyte im Jahr 1886 wurde Villars-sous-Dampjoux an das Eisenbahnnetz angeschlossen. Der Personenverkehr auf der Linie wurde 1938 stillgelegt, der Güterverkehr nach dem Zweiten Weltkrieg wieder aufgenommen, jedoch 1969 endgültig eingestellt. Das Dorf besitzt keine eigene Kirche, es gehört zur Kirchgemeinde Dampjoux.

## Bevölkerung
| Jahr                       | 1962 | 1968 | 1975 | 1982 | 1990 | 1999 | 2005 | 2018 |
| Einwohner                  | 259  | 272  | 313  | 393  | 422  | 403  | 411  | 354  |
| Quellen: Cassini und INSEE |      |      |      |      |      |      |      |      |

Mit 352 Einwohnern (Stand 1. Januar 2022) gehört Villars-sous-Dampjoux zu den kleinen Gemeinden des Départements Doubs. Nachdem die Einwohnerzahl in der ersten Hälfte des 20. Jahrhunderts stets im Bereich zwischen 200 und 220 Personen gelegen hatte, wurde in der zweiten Hälfte des 20. Jahrhunderts ein deutliches Bevölkerungswachstum verzeichnet.

## Wirtschaft und Infrastruktur
Villars-sous-Dampjoux war bis weit ins 20. Jahrhundert hinein ein vorwiegend durch die Landwirtschaft (Viehzucht und Milchwirtschaft, Acker- und Obstbau) geprägtes Dorf. Daneben gibt es heute einige Betriebe des lokalen Kleingewerbes, vor allem im Bereich des Einzelhandels. Viele Erwerbstätige sind auch Wegpendler, die in den größeren Ortschaften der Umgebung ihrer Arbeit nachgehen.
Die Gemeinde ist verkehrstechnisch gut erschlossen. Sie liegt nahe der Hauptstraße D437, die von Montbéliard durch das Doubstal nach Maîche führt. Weitere Straßenverbindungen bestehen mit Dampjoux, Vernois-lès-Belvoir und Feule.